# Ibrahim Uruçi
Ibrahim Uruçi (ur. 1925 w Szkodrze, zm. 1989) – albański dziennikarz i dramaturg, związany z Teatrem Ludowym w Tiranie, także więzień polityczny. Pełnił także funkcję redaktora naczelnego czasopisma Drita.

## Twórczość[2]
- Dy mbrëmje
- Fundi
- Ide gjeniale
- Kot u bie kambanave
- Ky dimër i 44-ës
- Studendja e vitit të fundit
- Jeta jonë (1954)
- Doktor Aleksi (1963)
- Shëmbja (1967)